# Агрофізика
Агрофізика — наука про фізичні, фізико-хімічні та біофізичні процеси, що протікають в агроекологічній системі «ґрунт-рослини-діяльний шар атмосфери».

Агрофізика базується на агробіологічних (рослинництво, землеробство, фізіологія рослин, ґрунтознавство) і фізико-математичних науках (загальна і експериментальна фізика, теоретична і математична фізика, геофізика, метеорологія), включає в себе фізику твердої фази ґрунту, гідрофізику ґрунту, теплофізику ґрунту, фізику газової фази ґрунту, аеродинамічні, радіаційні та інші параметри приземного шару повітря, світлофізіологію і радіобіологію рослин, а також прийоми і засоби регулювання зовнішніх умов життя рослин.